# Collegio plurinominale Puglia - 01 (Senato della Repubblica 2020)
Il collegio elettorale plurinominale Puglia - 01 è un collegio elettorale plurinominale della Repubblica italiana per l'elezione del Senato della Repubblica.

## Territorio
Come previsto dalla legge n. 51 del 27 maggio 2019, il collegio è stato definito tramite decreto legislativo all'interno della circoscrizione Puglia.
Il collegio corrisponde all'intera regione Puglia e contiene i cinque collegi uninominali Puglia - 01 (Foggia), Puglia - 02 (Andria), Puglia - 03 (Bari), Puglia - 04 (Taranto) e Puglia - 05 (Lecce).

## XIX legislatura

### Risultati elettorali
|                               | Fratelli d'Italia                                       | 425 125   | 24,47 | 2 | 719 419   | 41,41 | 5 |  |  |
|                               | Forza Italia                                            | 191 154   | 11,00 | 1 | 719 419   | 41,41 | 5 |  |  |
|                               | Lega per Salvini Premier                                | 92 028    | 5,30  | 1 | 719 419   | 41,41 | 5 |  |  |
|                               | Noi Moderati                                            | 11 112    | 0,64  | – | 719 419   | 41,41 | 5 |  |  |
|                               | Movimento 5 Stelle                                      | 491 358   | 28,28 | 2 | 491 358   | 28,28 | – |  |  |
|                               | Partito Democratico - Italia Democratica e Progressista | 279 274   | 16,07 | 2 | 369 240   | 21,25 | – |  |  |
|                               | Alleanza Verdi e Sinistra                               | 48 243    | 2,78  | – | 369 240   | 21,25 | – |  |  |
|                               | +Europa                                                 | 30 182    | 1,74  | – | 369 240   | 21,25 | – |  |  |
|                               | Impegno Civico – Centro Democratico                     | 11 541    | 0,66  | – | 369 240   | 21,25 | – |  |  |
|                               | Azione - Italia Viva                                    | 84 018    | 4,84  | – | 84 018    | 4,84  | – |  |  |
|                               | Italexit                                                | 22 352    | 1,29  | – | 22 352    | 1,29  | – |  |  |
|                               | Unione Popolare                                         | 17 258    | 0,99  | – | 17 258    | 0,99  | – |  |  |
|                               | Italia Sovrana e Popolare                               | 15 206    | 0,88  | – | 15 206    | 0,88  | – |  |  |
|                               | Partito Comunista Italiano                              | 7 574     | 0,44  | – | 7 574     | 0,44  | – |  |  |
|                               | Vita                                                    | 4 823     | 0,28  | – | 4 823     | 0,28  | – |  |  |
|                               | Alternativa per l'Italia (PdF - Exit)                   | 3 826     | 0,22  | – | 3 826     | 0,22  | – |  |  |
|                               | Sud chiama Nord                                         | 2 332     | 0,13  | – | 2 332     | 0,13  | – |  |  |
| Totale                        | Totale                                                  | 1 737 406 | 100   | 8 | 1 737 406 | 100   | 5 |  |  |
|                               |                                                         |           |       |   |           |       |   |  |  |
| Voti non validi               | Voti non validi                                         | 82 376    | 4,53  |   |           |       |   |  |  |
| Votanti                       | Votanti                                                 | 1 819 782 | 56,56 |   |           |       |   |  |  |
| Elettori                      | Elettori                                                | 3 217 704 |       |   |           |       |   |  |  |
|                               |                                                         |           |       |   |           |       |   |  |  |
| Data: 25 settembre 2022       |                                                         |           |       |   |           |       |   |  |  |
| Fonte: Ministero dell'interno |                                                         |           |       |   |           |       |   |  |  |

### Eletti

#### Eletti nei collegi uninominali
Eletti nella coalizione di centro-destra (FdI - Lega - FI - NM)
| Collegio uninominale | Eletto | Eletto                | Partito           |
| -------------------- | ------ | --------------------- | ----------------- |
| 1. Foggia            |        | Anna Maria Fallucchi  | Fratelli d'Italia |
| 2. Andria            |        | Francesco Paolo Sisto | Forza Italia      |
| 3. Bari              |        | Filippo Melchiorre    | Fratelli d'Italia |
| 4. Taranto           |        | Vita Maria Nocco      | Fratelli d'Italia |
| 5. Lecce             |        | Roberto Marti         | Lega              |

#### Eletti nella quota proporzionale
| Movimento 5 Stelle                         | Fratelli d'Italia                      | Partito Democratico-IDP          | Forza Italia  | Lega           |
| ------------------------------------------ | -------------------------------------- | -------------------------------- | ------------- | -------------- |
|                                            |                                        |                                  |               |                |
| Gisella Naturale Antonio Salvatore Trevisi | Giovanbattista Fazzolari Ignazio Zullo | Francesco Boccia Valeria Valente | Dario Damiani | Matteo Salvini |

1. ↑  In data 07.08.2024 aderisce al gruppo FI-BP-PPE.